# Електрически генератор
Електрическият генератор е машина, която преобразува механичната енергия в електрическа. Процесът на преобразуване е известен също като производство на електрическа енергия (в промишлен мащаб това е задача на електроенергетиката).
Електрическият генератор най-често представлява въртяща се електрическа машина, състояща се от два главни компонента: неподвижна част – статор и подвижна или въртяща се част – ротор. Роторът е задвижван от така наречения първичен двигател, който може да бъде парна, водна или друга турбина (турбогенератор), двигател с вътрешно горене, вятърна турбина и т.н. Електрическият генератор на енергия не бива да се бърка с (електронния) генератор на различни видове електрически и цифрови сигнали (на ток или напрежение).

## Исторически сведения
Преди да бъде открита връзката между магнетизма и електричеството, генераторите се основават на електростатични принципи (електростатична индукция). Електростатичните генератори са неефективни при нужда от голяма мощност и са полезни само за приложения, изискващи изправено високо напрежение, създаване на електрически полета и научни експерименти.
През 1831 – 1832 Майкъл Фарадей открива, че вследствие на движението на проводник в магнитно поле в посока, перпендикулярна на силовите линии на магнитното поле, се генерира потенциална разлика между краищата на проводника (виж електромагнитна индукция). Фарадей изобретява първия електромагнитен генератор, наречен Фарадеев диск (определен вид еднополюсен генератор, използващ меден диск, въртящ се между полюсите на подковообразен магнит). Той произвеждал постоянен ток с малки стойности.

### Динамо
Динамото е първият електрически генератор, способен да произвежда електрическа енергия за индустриални нужди, и все още е най-важният генератор в употреба през 21 век. Динамото използва принципите на електромагнетизма, за да преобразува механичното въртене в променлив електрически ток. Първото динамо, основаващо се на Фарадеевия принцип, е построено през 1832 от Хиполит Пиксии, френски производител на инструменти. То използвало постоянен магнит, въртян от манивела. Въртящият магнит е така разположен, че неговият северен и южен полюс да минават до парче желязо, обвито с проводник. Пиксии открива, че въртящият се магнит произвежда токов импулс в проводника всеки път, когато полюс минава покрай намотката. Още повече, южният и северният полюс на магнита индуцират токове с противоположни посоки. Чрез прибавяне на комутатор Пиксии е в състояние да преобразува променливия ток в постоянен. Всеки правотоков електродвигател с колектор и статор с постоянен магнит може да работи като динамо, когато бъде въртяна оста му от външна сила. Макар и често използваният в автомобилите генератор да се нарича динамо или алтернатор, той всъщност е трифазен генератор с електрическо подмагнитване на ротора и с трифазен токоизправител на изхода.

## Концепции
Важно е да се уточни, че генераторът поражда електрически ток при включване в електрическа верига, а не просто електрически заряд, запасен в намотката. Това може да се сравни с водна помпа, която задвижва поток от вода, но не произвежда самата вода.
Съществуват и други типове генератори, основаващи се на други електрични и електромагнитни явления като: пиезоелектричен ефект и магнитохидродинамика. Конструкцията на генераторите е подобна на това на електрическите двигатели и всички главни видове генератори могат да работят и като двигатели. Когато електрическият генератор се самовъзбужда неговото роторно поле се създава от енергията получавана в статора, като за да работи като генератор към статора се свързва в паралел кондензаторна група. Получава се затворена система, в която роторът се явява консуматор, като превишаването на синхронните обороти над скоростта на хлъзгане (slip speed) може да доведе до прегряване и повреда. В резултат на това възниква спирачен момент (кондензатора се явява товар), като такава схема за спиране се ползва във вятърните генератори за спирането им и се нарича кондензаторна спирачка. Роторът на генератора се задвижва от устройство, наречено първичен двигател.
Електрическата мощност, която се консумира от генератора е близка до механичната, която в същия момент отдава първичният двигател. Зависи от съотношението на двата вида мощности или Коефициента на полезно действие (КПД).
При големи мощности първичен двигател е най-често дизелов двигател, парна турбина, водна турбина или газова турбина, свързани (куплирани) с роторния вал.
При малки мощности, ролята на първичен двигател може да играе животинска или човешка механична сила.